# Sun Ultra 5

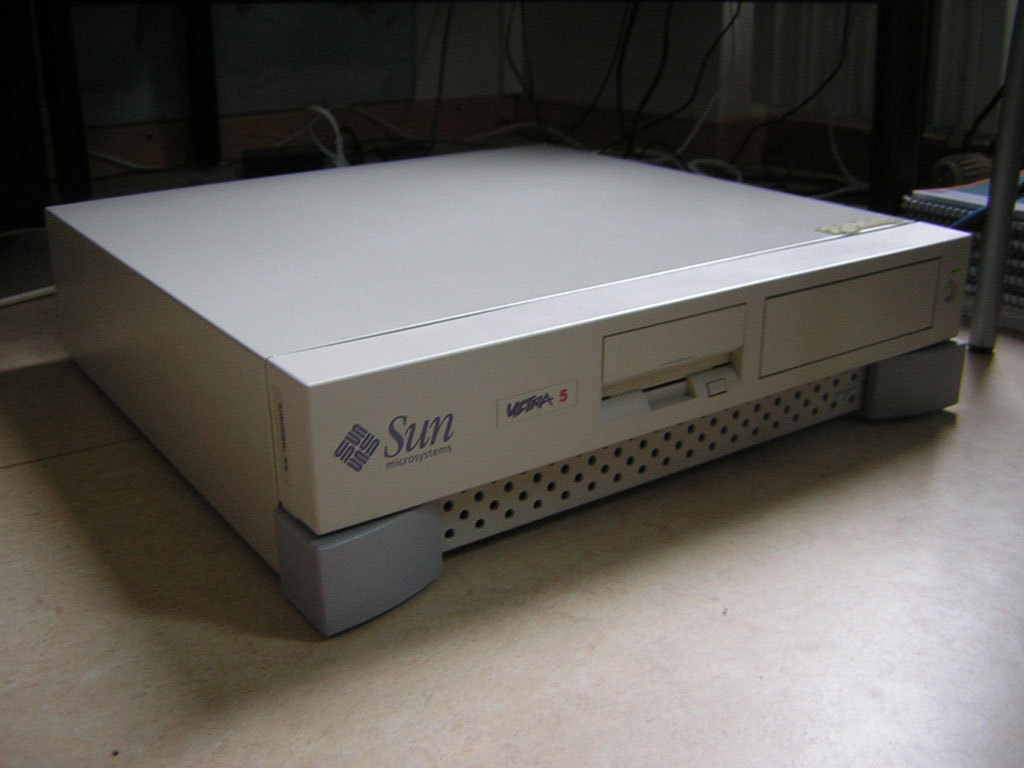
Sun Ultra 5

Sun Ultra 5 är en arbetsstation som tillverkades av Sun Microsystems under slutet av 1990-talet. För att hålla nere priset på datorn utrustades den med Parallell ATA hårddisk istället för SCSI som de mer kraftfulla arbetsstationerna använde.

## Tekniska specifikationer
Den första modellen kom 1998 och fanns då med processoralternativen 270 MHz och 360 MHz UltraSPARC IIi.  Senare kom en nyare variant med 333 MHz eller 400 MHz processor.
Minnen som passar i Ultra 5 är av typen DIMM ECC som ska monteras i par. Fyra moduler på upp till 128 MB styck kan användas.
Modellen såldes med hårddiskalternativ från 4 GB till 20 GB, men hårdvaran stödjer ATA-hårddiskar på upp till 137 GB.
Grafikkort (ATI-baserad PGX eller PGX24), ljudkort och 100 Mbit/s nätverkskort (hme) finns integrerat på moderkortet. Tangentbord och mus ansluts via en mini-DIN-8 kontakt till moderkortet, vilket gör att enbart Suns egna tangentbord går att använda. USB- eller PS/2-kontakter finns ej.